# Ruscus hypoglossum

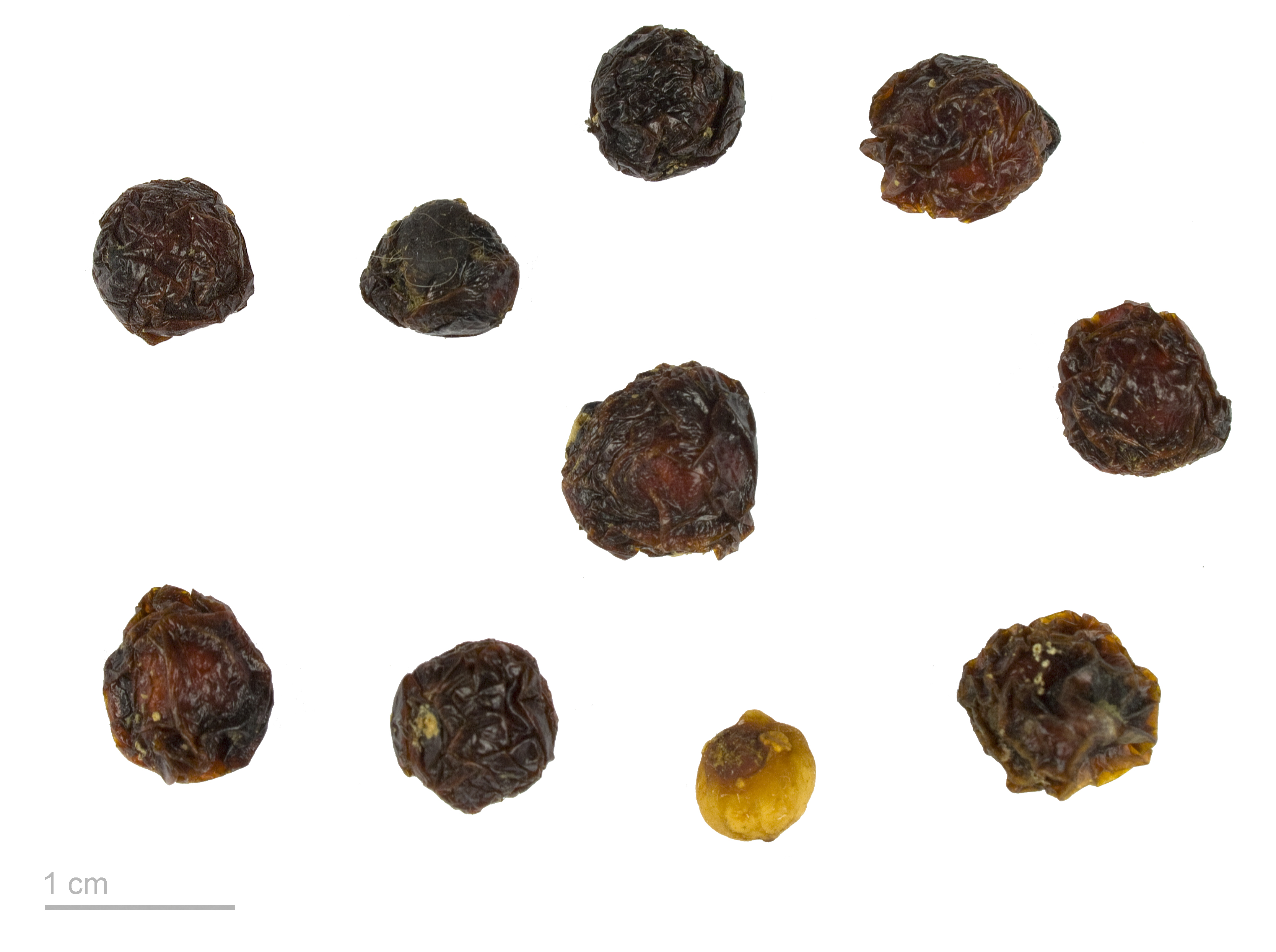
Ruscus hypoglossum

Ruscus hypoglossum es una planta de la familia de las asparagáceas, anteriormente en las ruscáceas.

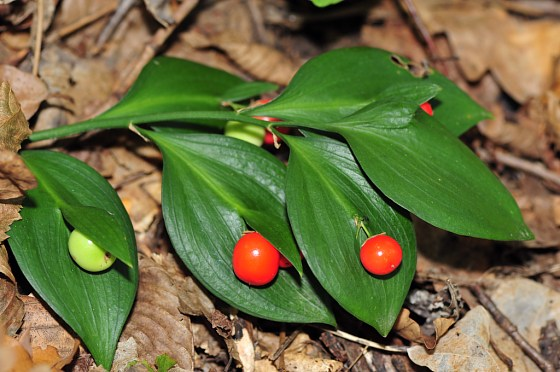
Detalle del fruto

## Descripción
Es un arbusto con ramas de consistencia herbácea, muy ramificado, con rizoma, que alcanza un tamaño de 0,5-1 m de altura.  Persistente, con hojas insignificantes, y tallos aplanados semejantes a una hoja (cladodio o filocladio) que sustituyen a la misma en sus funciones. Los cladodios son lanceolados u oblongo-lanceolados, acuminados, de color verde oscuro, glabros. Es una planta dioica con las flores en la parte central del tallo aplanado, en la axila de una bráctea transparente. El fruto una baya globosa de color rojo brillante, de 1 cm de diámetro.

## Distribución
Se distribuye por Turquía, Austria, Checoslovaquia, Hungría, Bulgaria, ex Yugoslavia, Grecia, Italia y Rumania.

## Taxonomía
Ruscus hypoglossum fue descrita por Carlos Linneo y publicado en Species Plantarum  1041, en el año 1753.
Sinonimia
- Platyruscus hypoglossum (L.) A.P.Khokhr. & V.N.Tikhom.
- Ruscus alexandrinus Garsault [Invalid]
- Ruscus humilis Salisb.
- Ruscus hypoglossum var. laticladodia Yalt.
- Ruscus hypophyllum var. hypoglossum (L.) Baker
- Ruscus troadensis E.D.Clarke[3]

## Nombre común
- Castellano: bislingua, brusco, dos lenguas, laurel alejandrino de hoja estrecha, laurel de Alejandría, laurel de Alejandría, laureola, lengua de caballo, lengua de caballo sevillana, uvularia, yerba de San Bonifacio.[4]